# Ignéc
Ignéc (Зняцьовo) település Ukrajnában, a Munkácsi járásban.

## Fekvése
Munkácstól északnyugatra, Ungvártól délkeletre található. Határában folyik a Sztára.

## Története
Ignéc Árpád-kori település. Nevét az 1200-as évek elején a leleszi konvent oklevele említette „Ignech” néven. A település neve 1248-ban merült fel az akkor Csépánfölde, később Kisdobrony gyanús hitelű határjárásában. A településen birtokosok voltak a Dobó és a Rákóczi-család tagjai is.
A 18. század végén Vályi András így ír róla: „IGNICZ. Znyacsovu. Orosz falu Bereg Várm. földes Urai többek, ú. m. B. Gilányi Domonkos, B. Vétsey, Kende, és G. Schönborn Urak, lakosai Görög katolikusok, fekszik Munkácshoz két, Kajdanóhoz fél mértföldnyire, földgye egyenes fekvésű, ’s tengerit termő határa két fordúlóra van osztva, nagy erdeje, ’s jó halászattya van a’ Latortzában, de az árvíz vesztegeti földgyeit.”
Fényes Elek 1851-ben kiadott geográfiai szótárában így ír a faluról: „Ignicz, Znyaczovo, orosz falu, Beregh vármegyében, Ungh vmegye szélén, Munkácshoz 2 mfd. 17 r., 725 g. kath., 12 zsidó lak. Gör. kath. paroch. templom. Határa róna s jó kukoriczát terem; erdeje szép; rétje, legelője bőven. F. u. gr. Schönborn, Bornemisza, gr. Majláth, Jó, Kende, s. m.”
Ignéc a trianoni béke előtt Bereg vármegye Latorcai járásához tartozott. Az első világháborút követően a községet a mesterségesen létrehozott Csehszlovákiához csatolták, majd 1938-tól ismét Magyarországhoz tartozott 1944 őszéig, amikor a szovjet csapatok megszállták.
Ennek következtében 1945-ben az Ukrán Szovjet Szocialista Köztársaság, s ezzel együtt a Szovjetunió részévé vált. 1991 óta a független Ukrajna része.

## Népessége
- Az 1891-ben végzett összeíráskor Ignécnek 1530 rutén lakosa volt.
- 1940-ben 3005 lakosa volt, melyből 37 római katolikus, 2745 görögkatolikus, 17 görögkeleti, 1 evangélikus, 38 református, 167 izraelita.

## Nevezetességek
- Görögkatolikus templomát a Nagyboldogasszony tiszteletére szentelték fel. Anyakönyvet 1785-től vezetnek.

## Híres szülöttei
- Párkányi László (Ignéc, 1907. június 5. – Budapest, 1982. január 1.) fizikus, gimnáziumi tanár, egyetemi docens.